# Citizen Cope
 (juillet 2017).
- Si vous ne connaissez pas le sujet, laissez ce bandeau (vous pouvez alors contacter les auteurs).
- Si vous supprimez le contenu mis en cause (vous pouvez préalablement contacter les auteurs),

argumentez précisément cette suppression dans la page de discussion
(un manque de référence n'est pas un argument ; une recherche réelle de référence doit avoir été effectuée, être formellement documentée).
Pour les articles homonymes, voir Cope et Greenwood.
Citizen Cope, de son vrai nom Clarence Greenwood, est un auteur-compositeur et producteur américain. C'est également le nom du groupe qu'il mène. Il est né le 28 mai 1968 à Memphis au Tennessee. 

## Style
Son mélange éclectique de blues, rock décontracté, soul et folk a un public nombreux et profondément dévoué, construit pendant la dernière décennie.

## Compositions
Les compositions de Citizen Cope ont été enregistrées par des artistes aussi variés que Carlos Santana Sideways, Pharoahe Monch The grand illusion et Richie Havens Hurricane waters. Il enregistre actuellement et produit pour son propre label, The Rainwater Recordings, qu'il a fondé en 2010 après avoir fait le choix de ne plus travailler avec les grands labels. Auparavant, il avait été signé à Capitol, Arista, DreamWorks et RCA. Il a aussi participé à l'album Safe Trip Home de la chanteuse Dido, sur la chanson Burnin' Love, qu'il a composé et écrite avec elle. Il y joue la guitare, la batterie, il chante avec elle et fait les chœurs.

## Discographie
- Cope Citizen (1992) (500 copies)
- Citizen Cope (2002)
- The Clarence Greenwood Recordings (2004)
- Every Waking Moment (2006) #69 U.S.
- The Rainwater LP (2010) #111 U.S., #10 U.S. Independent Albums
- One Lovely Day (2012) #39 U.S.

## Collaboration
- 2008 : Safe Trip Home de Dido - Guitare, batterie, chant et chœurs sur Burnin' Love.